# Paceco
Paceco – miejscowość i gmina we Włoszech, w regionie Sycylia, w prowincji Trapani.
Według danych na rok 2004 gminę zamieszkiwało 10 949 osób, 188,8 os./km².